# ITZY의 음반 목록
다음은 대한민국의 걸 그룹 ITZY의 음반 목록이다.